# Rodrigo Y Gabriela
Rodrigo y Gabriela (Rodrigo og Gabriela) er en mexicansk akustisk guitarduo, der består af guitaristerne Rodrigo Sánchez og Gabriela Quintero. Deres musik er påvirket af flere genrer inklusive nuevo flamenco, rock og heavy metal. Deres indspilninger består for en stor dels vedkommende af instrumentale duetter på flamenco guitar.
De bor i Mexico City, men deres karriere begyndte i Dublin, Irland, da de boede der i en 8-årig periode. De har udgivet fem studiealbums, tre livealbums og en EP. I 2011 samarbejdede de med Hans Zimmer på Pirates of the Caribbean: On Stranger Tides-soundtracket, og de bidrog også til soundtracket til Den Bestøvlede Kat.
De har turneret internationalt og i maj 2010 optrådte de i Det Hvide Hus for præsident Barack Obama.
I januar 2020 vandt deres femte studiealbum Mettavolution en Grammy Award for Best Contemporary Instrumental Album.

## Diskografi

### Selvudgivne albums
- Foc (April 2001)[10]

### Studiealbums
| År   | Album                                   | Højeste placering | Højeste placering | Højeste placering | Højeste placering | Højeste placering | Højeste placering | Højeste placering | Højeste placering | Højeste placering |
| År   | Album                                   | AUS               | BEL (Fl)          | BEL (Wa)          | FRA               | IRE               | NED               | SWI               | UK                | US                |
| ---- | --------------------------------------- | ----------------- | ----------------- | ----------------- | ----------------- | ----------------- | ----------------- | ----------------- | ----------------- | ----------------- |
| 2002 | re-Foc                                  | —                 | —                 | —                 | —                 | —                 | —                 | —                 | —                 | —                 |
| 2006 | Rodrigo y Gabriela                      | 99                | —                 | —                 | 70                | 1                 | —                 | 90                | 53                | 98                |
| 2009 | 11:11                                   | 80                | 12                | 27                | 20                | 9                 | —                 | 55                | 46                | 34                |
| 2012 | Area 52 (Rodrigo y Gabriela & C.U.B.A.) | —                 | 29                | 86                | 59                | 26                | 72                | 74                | 50                | 63                |
| 2014 | 9 Dead Alive                            | —                 | 39                | 49                | 42                | 24                | —                 | 73                | 39                | 22                |
| 2019 | Mettavolution                           | —                 | —                 | —                 | 79                | —                 | —                 | 95                | 46                | 71                |

### Livealbums
| År   | Album                       | Højeste placering | Højeste placering | Højeste placering | Højeste placering |
| År   | Album                       | IRE               | FRA               | NED               | SWI               |
| ---- | --------------------------- | ----------------- | ----------------- | ----------------- | ----------------- |
| 2004 | Live: Manchester and Dublin | 11                | —                 | —                 | —                 |
| 2008 | Live in Japan               | 48                | 99                | —                 | —                 |
| 2011 | Live in France              | 16                | 70                | 96                | 65                |

### EP'er
- Live Session (2007)[21]
- Mettal (2020)
- Jazz (2021)

### Singles
- "Mettavolution" - #25 på US Adult Alternative Songs[22]